# The Ship (The Niro)
The Ship è il secondo album del cantautore Davide Combusti, in arte The Niro, nonché terzo album, pubblicato il 26 giugno 2012 dalla Viceversa Records, in tiratura limitata e distribuito da EMI in formato LP.
Registrato in tre giorni negli studi catanesi di Cesare Basile, il vinile contiene otto brani di cui due inediti.

## Tracce
Lato A
Testi e musiche di The Niro.
1. Night Waltz – 3:36
2. When Your Father – 3:14
3. About Love and Indifference – 4:49
4. Stop It – 2:59

Lato B
Testi e musiche di The Niro.
1. The Ship – 3:30
2. In My Memory – 4:22
3. Circle – 2:57
4. On Our Hill – 3:04